# Plagiotrochus
Plagiotrochus is een geslacht van vliesvleugelige insecten van de familie Echte galwespen (Cynipidae).

## Soorten
- P. amenti Kieffer, 1901
- P. australis (Mayr, 1882)
- P. britaniae Barbotin, 1985
- P. burnayi Kieffer, 1901
- P. cardiguensis (Tavares, 1928)
- P. coriaceus (Mayr, 1882)
- P. fonscolombei (Kieffer, 1900)
- P. gallaeramulorum (Fonscolombe, 1832)
- P. kiefferianus Tavares, 1901
- P. marianii (Kieffer, 1902)
- P. panteli Pujade, 1985
- P. quercusilicis (Fabricius, 1798)
- P. razeti Barbotin, 1985
- P. suberi Weld, 1926
- P. vilageliui Pujade-Villar, 2000
- P. yeusei Barbotin, 1985